# Rayés des vivants
Pour plus de détails, voir Fiche technique et Distribution.
Rayés des vivants est un film français réalisé par Maurice Cloche, sorti en 1952.

## Synopsis
Avec l'aide d'une assistante sociale et d'Isabelle, Pierre, un délinquant influencé par Marcelle, entreprend une lente et difficile réinsertion.

## Fiche technique
- Titre : Rayés des vivants
- Réalisation : Maurice Cloche
- Scénario et dialogues : Henri Danjou
- Décors : Jean Douarinou
- Photographie : Nicolas Hayer
- Son : Raymond Gauguier
- Montage : Renée Gary
- Musique : Marceau van Hoorebecke
- Pays :  France
- Société de production : Les Films Maurice Cloche
- Directeur de production : Jean-Charles Carlus
- Format :  Noir et blanc - 35 mm - Son mono
- Genre : Drame
- Durée : 90 minutes
- Date de sortie : 
  - France : 24 octobre 1952
- Affiche : René Péron (France)

## Distribution
- Daniel Ivernel : Pierre
- Marthe Mercadier : Marcelle
- Albert Dinan : Toto
- Irène Corday : l'assistante sociale
- Christiane Lénier : Isabelle
- André Pasdoc : l'inspecteur des prisons
- François Chaumette : Momo
- Claire Maurier
- Jean Lanier
- Roger Legris
- André Carnège
- Nora Coste
- Roger Van Mullem
- Jacques Vérières
- Georges Bourgeois